# Galipea
Galipea é um género botânico pertencente à família Rutaceae.
Galipea é um gênero de arbustos ou árvores pequenas da família das rutaceas com espécies distribuídas pelas zonas tropicais americanas,inclusive o Brasil.Possuem folhas inteiras ou trifoliadas e grandes flores afuniladas,dispostas em panículas terminais ou axilares.Existem mais de vinte espécies catalogadas,sendo algumas medicinais e outras tóxicas.